# Manfred Nußbaumer
Manfred Nußbaumer (* 24. November 1940 in Würzburg) ist ein deutscher Bauingenieur für Geotechnik. Von 1997 bis 2005 war er Vorstandsvorsitzender von Züblin.
Manfred Nußbaumer absolvierte von 1954 bis 1957 eine Maurerlehre und wurde wegen seiner Begabung ohne Mittlere Reife und Abitur 1958 zum Studium an der Staatsbauschule München zugelassen. 1962 bestand er seinen Studienabschluss als Bauingenieur. Nach vier Jahren als Bauleiter im Industriebau und Spezialtiefbau studierte er bis zum Diplom 1970 Bauingenieurwesen an der TH München, wobei er ab 1968 Stipendiat der Studienstiftung des Deutschen Volkes war. Von 1970 bis 1972 absolvierte er ein Aufbaustudium an der Harvard University und dem Massachusetts Institute of Technology mit dem Abschluss Master of Science. Von 1972 bis 1975 war er Assistent an der Ruhr-Universität Bochum. Ab 1975 war er Abteilungsleiter für Tiefbau bei Züblin, wo er 1983 zum Direktor ernannt wurde und ab 1986 im Vorstand war. 1990 wurde er stellvertretender Vorstandsvorsitzender und 1997 Vorstandsvorsitzender.
1989 wurde er Leiter der Fachsektion Erd- und Grundbau der Deutschen Gesellschaft für Geotechnik (DGGT). Von 2002 bis 2010 war er Vorsitzender der DGGT, nachdem er schon seit 1994 stellvertretender Vorsitzender war. Von 1997 bis 2002 war er Vorsitzender der VDI-Gesellschaft Bautechnik, 2004 erhielt er das Ehrenzeichen des VDI. Er war Vorsitzender des Lenkungsgremiums des Normenausschusses Bau des DIN im Fachbereich Grundbau. Von 2007 bis 2011 war er Vorsitzender des Deutschen Beton- und Bautechnik-Vereins, dessen Ehrenmitglied er seit 2013 ist.
1992 wurde er Ehrendoktor der Universität Stuttgart und 1993 Honorarprofessor am Karlsruher Institut für Technologie. Nußbaumer ist Mitglied der Deutschen Akademie der Technikwissenschaften (Acatech). Weiterhin ist er Honorarkonsul von Bulgarien und war im Präsidium des Ost-Ausschusses der Deutschen Wirtschaft. Er ist außerdem Träger des Bundesverdienstkreuzes am Bande, das ihm im Jahre 2005 vom damaligen Ministerpräsidenten von Baden-Württemberg, Günther Oettinger, für seine außerordentlichen Leistungen in der Baubranche verliehen wurde.

## Belege
1. ↑  Biographie nach Walter Wittke, Georg Heerten Prof. Dr. Ing. E.h. Manfred Nußbaumer M. Sc. 65 Jahre, Geotechnik 2005, Nr. 4
2. ↑  Susanne Preuß: Neue Baustelle für den Problemlöser. faz.net vom 4. Oktober 2004, abgerufen am 5. Mai 2012
3. ↑  DBV ernennt Professor Manfred Nußbaumer zum Ehrenmitglied. 18. April 2014, abgerufen am 7. Mai 2019.

| Personendaten    | Personendaten                                         |
| ---------------- | ----------------------------------------------------- |
| NAME             | Nußbaumer, Manfred                                    |
| KURZBESCHREIBUNG | deutscher Bauingenieur für Grundbau und Bodenmechanik |
| GEBURTSDATUM     | 24. November 1940                                     |
| GEBURTSORT       | Würzburg                                              |